# Makarena Freestyle
Makarena Freestyle – utwór muzyczny wykonywany przez polskiego rapera Taco Hemingwaya, pochodzący z jego szóstego albumu studyjnego 1-800-Oświecenie (2023). 17 sierpnia 2023 wraz z utworem „Gelato” został wydany przez wytwórnię 2020 jako promujący go podwójny singel. Został wyprodukowany przez Rumaka.

## Odbiór krytyczny
Maja Kozłowska z portalu Vibez zwróciła uwagę na „mocno agresywny” beat i rap oraz rozwiniętą warstwę tekstową utworu, obfitującą w zabawę słowem i intertekstualność. Michał Jarecki z serwisu Spider’s Web nazwał piosenkę przyzwoitą, poważną i agresywną, oceniając: „całość ostatecznie sprowadza się do tego, że chłop przez chwilę w siebie wątpił, ale już przestał i znowu jest przekonany o swojej wybitności”. Niko Graczyk z portalu Noizz.pl skrytykował utwór, pisząc: „Znakomity beat zostaje raczej zmarnowany przez mieszankę średniej jakości braggi i antybraggi, którą Hemingway wykłada gęsto, ale brzmiąc przy tym jakby każdy wers przychodził mu z trudem”.

## Teledysk
Teledysk do „Makarena Freestyle” został wyreżyserowany przez LPMKJPMR. Jego premiera w serwisie YouTube odbyła się 17 sierpnia 2023 o godzinie 18. Wideoklip przedstawia Taco Hemingwaya rapującego w studiu nagraniowym. W tle znajduje się neon z napisem „Cichosza Nagranie” i migająca czerwona żarówka.

## Pozycje na listach przebojów

### Listy krajowe
| Notowanie                | Najwyższa pozycja | Źr.   |
| ------------------------ | ----------------- | ----- |
| Billboard Poland Songs   | 3                 | [ 7 ] |
| OLiS – single w streamie | 4                 | [ 8 ] |

### Listy popularności w serwisach cyfrowych
| Serwis                         | Najwyższa pozycja | Źr.    |
| ------------------------------ | ----------------- | ------ |
| Spotify (notowania dzienne)    | 1                 | [ 9 ]  |
| Spotify (notowania tygodniowe) | 3                 | [ 10 ] |

### Listy radiowe
| Stacja           | Notowanie     | Najwyższa pozycja | Źr.    |
| ---------------- | ------------- | ----------------- | ------ |
| Radio Eska       | Rap 20        | 1                 | [ 11 ] |
| Radio Nowy Świat | Tip-top lista | 27                | [ 12 ] |

## Certyfikaty sprzedaży
| Certyfikat      | Liczba egzemplarzy | Data                |
| --------------- | ------------------ | ------------------- |
| złota płyta     | 25 000+            | 4 października 2023 |
| platynowa płyta | 50 000+            | 24 stycznia 2024    |

## Personel
Opracowano na podstawie metadanych w serwisie Tidal.
- Taco Hemingway – rap, śpiew, słowa
- Maciej „Rumak” Ruszecki – muzyka, produkcja muzyczna
- Rafał Smoleń – miksowanie, mastering